# Dom Famularo
Dom Famularo (ur. 26 sierpnia 1953 w Nowym Jorku, zm. 27 września 2023) – amerykański perkusista i nauczyciel.
Jest profesjonalnym perkusistą i nauczycielem. Grać na perkusji zaczął w wieku 11 lat. Dom rozpoczynał swoją karierę jako perkusista jazzowy. Uczył się u jednych z najlepszych perkusistów XX wieku: Jima Chapina i Joe Morello. Zafascynowany jazzem chciał go rozpowszechnić. Rozpoczął on karierę nauczyciela perkusji. Dziś jest znanym nauczycielem gry na perkusji, jak i cenionym perkusistą. Dom używa bębnów Mapex, talerzy Sabian i pałeczek Vic Firth. Mieszka na Long Island w Nowym Jorku z żoną i 3 synami. Jest nauczycielem m.in. Danny’ego Carreya, perkusisty zespołu Tool, jego uczniem był członek rockowego zespołu Red Hot Chili Peppers, Chad Smith.

## Zestaw perkusyjny
Bębny
- Mapex Orion:
  - 10x9" Tom-tom
  - 12x10" Tom-tom
  - 14x14" Floor tom
  - 16x16" Floor tom
  - 22x18" Centrala
  - 14x5.5" Werbel

Talerze
- Sabian:
  - 13" HHX Hi-hat
  - 14" HHX Hi-hat
  - 20" HHX Ride
  - 15" HHX Crash
  - 16" HHX Crash
  - 18" HHX China
  - 20" HHX China
  - 12" HHX Splash
  - 10" HHX Splash